# Gottlieb Suhner
Gottlieb Suhner (* 27. November 1842 in  Stein; † 9. Oktober 1918 in Küsnacht; heimatberechtigt in Urnäsch) war ein Schweizer Unternehmer aus dem Kanton Appenzell Ausserrhoden.

## Leben
Gottlieb Suhner war der Sohn des Hans Jakob Suhner, verarmter Kleinbauer, und der Anna Barbara Alder. Suhner ehelichte 1865 Johanna Signer, die Tochter des Johannes Signer, Schreinermeister. Seine zweite Ehefrau Elise Alwine Steiger, Tochter des Jonas Steiger, Partikular, heiratete er 1902. Suhner eröffnete 1864 im Haus seines Schwiegervaters eine mechanische Werkstätte zur Herstellung von Weberei- und Stickmaschinenteilen. Er machte mehrere Erfindungen und betrieb nebenbei bis circa 1890 eigene Handstickmaschinen sowie eine Ferggerei. Suhner erwarb 1892 eine Drahtfabrik in Basel. Diese verlegte er nach Herisau. Nach dem Umzug erfolgte die Umstellung des Betriebs auf Elektrokabelproduktion. Er gliederte 1905 ein Gummiwerk an. Folgend war Suhner der Begründer des bedeutendsten Industrieunternehmens Ausserrhodens, der späteren Huber & Suhner AG. Um die unternehmerische Selbstständigkeit zu wahren, lehnte er es 1895 ab, mit seinem wichtigsten Abnehmer der BBC in Baden zusammenzugehen. Suhner gründete stattdessen 1896 einen Zweigbetriebs in Brugg,  welche später die Firma Kabelwerke Brugg AG wird und 1898 von seinem Sohn Otto Suhner übernommen wird. Suhner war Pionier beim Bau von Arbeiterwohnungen in Ausserrhoden. 1906 zog er sich zurück aus der Firma und übergab das Geschäft seinem jüngsten Sohn Bertold Suhner.